# Hypocnemoides
Hypocnemoides és un gènere d'ocells de la família dels tamnofílids (Thamnophilidae). Agrupa dues espècies natives d'Amèrica del Sud on es distribueixen per la conca amazònica des de l'est de Colòmbia i Perú fins a Guaiana i cap al sud fins al sud de l'Amazònia brasilera.

## Etimologia
El nom genèric Hypocnemoides deriva del gènere Hypocnemis i del grec antic «oidēs» “que recorda”, significant que recorda un Hypocnemis.

## Característiques
Els formiguers d'aquest gènere són petits, mesurant entre 11,5 i 12 cm de longitud, amb becs força llargs, grisos i blancs, amb l'iris gris pàl·lid i les potes grisenques. Habiten en àrees pantanoses i les dues espècies estan separades principalment en cada marge del Riu Amazones.

## Taxonomia
Segons la Classificació del Congrés Ornitològic Internacional (versió 14.2, 2024) aquest gènere està format per dues espècies:
- Hypocnemoides melanopogon - formiguer barbanegre septentrional.
- Hypocnemoides maculicauda - formiguer barbanegre meridional.